# Steyr-Daimler-Puch
Steyr-Daimler-Puch var et industrifirma med hovedsæde i Steyr, Østrig. Det blev grundlagt som Josef und Franz Werndl & Co. i 1864 for at producere geværer, men blev kendt som Steyr-Werke AG i 1924. I 1894 begyndte de at fremstille cykler og i 1915 biler . Firmaet blev slået sammen med Puch og Austro-Daimler i 1934, og skiftede da navn til Steyr-Daimler-Puch.
I 1990 blev koncernen delt op, og Steyr Tractor blev solgt til Case Corporation, og bilafdelingen blev slået sammen med Magna og fik navnet Magna Steyr. Puchs motorcykel-afdeling blev solgt til Piaggio, mens Steyr Mannlicher fortsatte med våbenproduktion.
SDP producerede Pinzgauer, et terrænkøretøj, fra 1971 til 2000.